# Cougar Town
Cougar Town è una serie televisiva statunitense prodotta dal 2009 al 2015.
La serie, che vede protagonista Courteney Cox, è stata creata da Bill Lawrence e Kevin Biegel, ed è prodotta da Coquette Productions in collaborazione con ABC Studios. Le riprese dello show si svolgono nei Culver Studios di Culver City, in California.
Cougar Town ha debuttato in prima visione negli Stati Uniti il 23 settembre 2009 sulla ABC, che ne ha trasmesso le prime tre stagioni; dalla quarta alla sesta stagione, la serie ha traslocato sulla TBS. In Italia ha debuttato il 5 febbraio 2010 sul canale satellitare Fox Life che ha trasmesso le prime quattro stagioni mentre le ultime due sono state pubblicate sul servizio on demand Sky Box Sets del servizio satellitare Sky il 1º giugno 2016; in chiaro è trasmessa da Canale 5 dal 27 dicembre 2010.

## Trama
Jules è una quarantenne da poco divorziata che vive nella piccola cittadina di Gulfhaven, in Florida (soprannominata "Cougar Town" dal momento che le squadre sportive delle sue scuole sono chiamate Cougars). Nonostante l'età non più giovanissima, la donna decide di rimettersi in gioco in campo amoroso imbarcandosi in un viaggio alla scoperta di se stessa; in questo nuovo capitolo della sua vita, Jules è supportata dal suo disfunzionale nucleo familiare, composto dal figlio diciassettenne, dall'ex marito nonché da tutti gli amici e vicini che vanno a comporre una grande famiglia allargata.

## Episodi
| Stagione         | Episodi | Prima TV originale | Prima TV Italia |
| ---------------- | ------- | ------------------ | --------------- |
| Prima stagione   | 24      | 2009-2010          | 2010            |
| Seconda stagione | 22      | 2010-2011          | 2011            |
| Terza stagione   | 15      | 2012               | 2012            |
| Quarta stagione  | 15      | 2013               | 2013            |
| Quinta stagione  | 13      | 2014               | 2016            |
| Sesta stagione   | 13      | 2015               | 2016            |

## Personaggi e interpreti
- Jules Cobb (stagioni 1-6), interpretata da Courteney Cox, doppiata da Barbara De Bortoli.[3]
Una madre single da poco divorziata che esplora le verità riguardo agli appuntamenti romantici e all'età. Jules ha superato i 40 anni ed è stata sposata con Bobby per diversi anni. Jules prova a rivivere i suoi vent'anni e recuperare il tempo perduto inizialmente uscendo con uomini più giovani, diventando così una "cougar" (in inglese è un modo di dire per identificare una donna che esce con uomini più giovani); ma velocemente la serie cambia rotta e Jules inizia a frequentare uomini più vicini alla sua età. Jules è un agente immobiliare di successo, è una persona ottimista, ama il vino e si diverte a berlo in grandi bicchieri a cui dà dei nomi (Big Joe, Big Carl, Big Kimo, Big Lou, Big Tippi e Big Chuck).
- Ellie Torres (stagioni 1-6), interpretata da Christa Miller, doppiata da Claudia Catani.
La vicina di casa di Jules e la sua migliore amica. Ellie è sposata con Andy Torres e la coppia ha un figlio, Stan. Lei è l'affettuosa ma sarcastica confidente di Jules ed è spesso gelosa di Laurie, giovane assistente ed amica di Jules. Le piace spettegolare. Ellie è molto leale ed è la più atletica nel gruppo delle donne.
- Laurie Keller (stagioni 1-6), interpretata da Busy Philipps, doppiata da Antonella Baldini.
La giovane e affascinante impiegata di Jules, nota per la sua personalità da viveuse. Lavora con Jules nella stessa agenzia immobiliare, come sua assistente. Incoraggia Jules ad uscire e a divertirsi, provando a farla riadattare al mondo degli appuntamenti. Si considera la migliore amica di Jules, nonostante la gelosia di Ellie, la "vecchia" migliore amica di Jules.
- Travis Cobb (stagioni 1-6), interpretato da Dan Byrd, doppiato da Daniele Natali.
Unico figlio di Jules e Bobby, ha diciassette anni.
- Grayson Ellis (stagioni 1-6), interpretato da Josh Hopkins, doppiato da Fabrizio Russotto.
Amico e vicino di casa di Jules, gestisce un bar frequentato spesso dai protagonisti. Successivamente, diventerà il fidanzato di Jules.
- Andy Torres (stagioni 1-6), interpretato da Ian Gomez, doppiato da Franco Mannella.
È il vicino di casa di Jules, nonché marito di Ellie.
- Bobby Cobb (stagioni 1-5, ricorrente 6), interpretato da Brian Van Holt, doppiato da Christian Iansante.
È l'ex marito di Jules, nonché padre di Travis.